# Остання спокуса Христа
«Остання спокуса Христа» (англ. The Last Temptation of Christ) — епічна релігійна драма 1988 року режисера Мартіна Скорсезе. Сценарій написаний Полом Шрейдером, це адаптація однойменного роману Нікоса Казандзакіса 1955 року. В ролях: Віллемом Дефо, Гарві Кейтелем, Барбарою Герші, Гаррі Дін Стентоном і Девідом Боуї.

## Синопсис
На схилі літ Ісуса відвідують його колишні учні. Ангел, який врятував його від розп'яття, визнає, що він — Сатана, який спокусив його до комфортного життя звичайної людини. Ісус усвідомлює, що повинен був померти, щоб принести спасіння всім людям.

## У ролях
| Актор             | Роль            |
| ----------------- | --------------- |
| Віллем Дефо       | Ісус Христос    |
| Гарві Кейтель     | Юда Іскаріот    |
| Барбара Герші     | Марія Магдалина |
| Гаррі Дін Стентон | Павло           |
| Девід Бові        | Понтій Пілат    |
| Верна Блум        | Марія           |
| Стів Шилл         | Центуріон       |
| Гері Басараба     | Андрій          |
| Робертс Блоссом   | старий майстер  |
| Ірвін Кершнер     | Зеведей         |
| Віктор Арго       | Петро           |
| Джон Лурі         | Яків            |
| Лео Маркс         | Сатана          |

## Виробництво
Скорсезе з дитинства хотів зняти кіноверсію життя Ісуса. Під час знімання фільму «Берта на прізвисько Товарний вагон» 1972 року Барбара Герші, виконавиця головної ролі, подарувала Мартіну копію роману Казандзакіса. Скорсезе віддав цю книгу наприкінці 1970-х Полу Шредеру для адаптації. «Остання спокуса Христа» спочатку мала стати продовженням «Короля комедії»; Виробництво було заплановано розпочати в 1983 році для Paramount, з бюджетом близько 14 мільйонів доларів та зніманням в Ізраїлі. Оригінальний акторський склад включав Ейдана Куїна в ролі Ісуса, Стінга в ролі Понтія Пілата, Рея Девіса в ролі Іуди Іскаріота і Веніті в ролі Марії Магдалини. Керівництво Paramount та її тодішньої материнської компанії Gulf+Western занепокоїлося через стрімке зростання бюджету картини та листи протесту, отримані від релігійних груп. Проєкт був остаточно скасований у грудні 1983 року.
У 1986 році проєктом зацікавилася Universal. Скорсезе запропонував зняти фільм за 58 днів за 7 мільйонів доларів, і зрештою студія Universal дала дозвіл на виробництво, оскільки Скорсезе погодився зняти для студії більш мейнстрімовий фільм у майбутньому (що зрештою призвело до «Мису страху»). Знімання розпочали в жовтні 1987 року. Локаційне знімання в Марокко було важким, його ускладнював щільний графік. «Ми працювали в умовах надзвичайного стану», — згадував Скорсезе. Сцени доводилося імпровізувати та опрацьовувати на знімальному майданчику без зусиль, що змусило Скорсезе розробити мінімалістичну естетику для фільму. Знімання закінчилися 25 грудня 1987 року.

## Музика
Саундтрек до фільму, створений Пітером Гебріелом, отримав номінацію на премію «Золотий глобус» за найкращу оригінальну музику до фільму в 1988 році та вийшов на компакт-диску під назвою «Пристрасть», який отримав «Греммі» в 1990 році.

## Випуск
Прем'єра фільму відбулася 12 серпня 1988 року. Пізніше фільм був продемонстрований у рамках Венеціанського міжнародного кінофестивалю 7 вересня 1988 року. У відповідь на те, що стрічку включили до програми фестивалю, режисер Франко Дзеффіреллі зняв із програми свій фільм «Молодий Тосканіні».

### Касові збори
«Остання спокуса Христа» стартувала в 123 кінотеатрах 12 серпня 1988 року в Сполучених Штатах і Канаді та зібрала 401 211 доларів США за перші вихідн. У міжнародному прокаті він зібрав 25,4 мільйона доларів, а в усьому світі – 33,8 мільйона доларів.

## Реакція

### Терористичний акт
22 жовтня 1988 року католицька група інтегралістів підпалила кінотеатр Saint Michel у Парижі під час показу фільму. Невдовзі після опівночі під сидінням у підземній кімнаті, де демонструвався інший фільм, спалахнув запальний пристрій. Запалювальний пристрій складався із заряду хлористого калію, який спрацьовував від ампули із сірчаною кислотою. В результаті нападу було поранено тринадцять людей, четверо з яких отримали сильні опіки.

### Погрози вбивством
У книзі Роджера Еберта «Scorsese by Ebert» критик написав про реакцію на «Останню спокусу Христа» : «...Скорсезе став мішенню погроз смерті та єреміад телевізійних євангелістів».

### Протести
Через відхилення фільму від євангельських наративів — особливо через сцену, в якій Ісус і Марія Магдалина одружуються — кілька християнських груп організували протести та бойкоти фільму до та після його виходу. Один протест, організований релігійною каліфорнійською радіостанцією, зібрав близько 600-та протестувальників, які пікетували штаб-квартиру MCA, тодішньої материнської компанії Universal Studios. Один із протестувальників переодягнувся в голову MCA Лью Вассермана і вдавав, що забиває цвяхи через руки Ісуса в дерев’яний хрест. Євангеліст Білл Брайт запропонував купити негатив фільму в Universal, щоб знищити його. Протести переконали кілька мереж кінотеатрів не показувати фільм. Одна з цих мереж, General Cinemas, пізніше вибачилася перед Скорсезе за це.

### Цензура і заборони
Мати Анжеліка, католицька черниця та засновниця телевізійної мережі Eternal Word, описала «Останню спокусу» як «найбогохульніше висміювання Євхаристії, яке коли-небудь було скоєно в цьому світі» та «фільм про Голокост, який має силу знищувати душі назавжди». У деяких країнах, включаючи Грецію, Південну Африку, Туреччину, Мексику, Чилі та Аргентину, фільм був заборонений або підданий цензурі протягом кількох років. Станом на липень 2010 року фільм продовжував бути забороненим на Філіппінах і в Сінгапурі. У лютому 2020 року Netflix оголосив, що цей фільм є одним із п’яти фільмів, видалених із сінгапурської версії Netflix на вимогу Управління розвитку медіа Сінгапуру.

## Нагороди та номінації
| Нагорода                                    | Категорія                                                                                        | Номінант(и)                                                            | Результат   |
| ------------------------------------------- | ------------------------------------------------------------------------------------------------ | ---------------------------------------------------------------------- | ----------- |
| Оскар                                       | Найкраща режисерська робота                                                                      | Мартін Скорсезе                                                        | Номінація   |
| Золотий глобус                              | Найкраща актриса другого плану – кінофільм                                                       | Барбара Герші                                                          | Номінація   |
| Золотий глобус                              | Найкраща оригінальна музика – фільм                                                              | Пітер Ґебріел                                                          | Номінація   |
| Золота малина                               | Найгірший актор другого плану                                                                    | Гарві Кейтель                                                          | Номінація   |
| Греммі                                      | Найкращий альбом оригінальної інструментальної фонової музики, написаний для кіно чи телебачення | Пітер Ґебріел                                                          | Номінація   |
| Премія Асоціації кінокритиків Лос-Анджелеса | Найкращий режисер                                                                                | Мартін Скорсезе                                                        | Друге місце |
| MTV Movie Awards Мексика                    | Найкраще диво у фільмі                                                                           | Віллем Дефо за "Вино в Кані (Ісус перетворює воду на вино на весіллі)" | Номінація   |
| Нагорода Національної ради кінокритиків США | Десятка кращих фільмів                                                                           | -                                                                      | 5-те місце  |
| Венеційський кінофестиваль                  | Премія кінокритиків "Bastone Bianco"                                                             | Мартін Скорсезе                                                        | Перемога    |

## Зовнішні посилання
- Остання спокуса Христа на сайті IMDb (англ.)
- The Last Temptation of Christ at Letterboxd
- Остання спокуса Христа на TCM Movie Database (англ.)